# Forros
Cet article concerne le peuple forro. Pour la langue forro, voir forro.
Ne doit pas être confondu avec Foros.
Les Forros (ou Filhos da terra) sont un peuple de Sao Tomé-et-Principe. En nombre, c'est le troisième groupe du pays, après les métis et les Angolares, avant les serviçais qui sont des travailleurs contractuels.
Les Forros sont les descendants d'esclaves noirs affranchis au moment de l'abolition de l'esclavage (forro signifie « libre »). Ils ont longtemps été les plus nombreux, parlaient le portugais et étaient tous catholiques. Les Forros ont d'abord constitué une sorte d'élite. Ils envoyaient leurs enfants parfaire leur éducation en Angola, au Portugal et même au Brésil, éditaient des journaux, produisaient de la littérature et s'impliquaient dans la vie politique. Cependant ils connurent le déclin au cours du XXe siècle, perdant notamment le contrôle de la plus grande partie des terres et du pouvoir au profit des Portugais de la métropole qui s'en méfiaient et les méprisaient. Les relations tendues entre les Forros et l'administration portugaise prirent une tournure dramatique au moment du massacre de Batepá qui fit plusieurs centaines de victimes parmi les travailleurs en 1953.
Lusophones, les Forros parlent aussi le forro, une langue créole à base de portugais.